# Jesús María Bernaldo de Quirós y Muñoz
Jesús María Bernaldo de Quirós y Muñoz (Mieres, 21 juliol 1871-Madrid, 4 de desembre de 1939) va ser un polític i noble espanyol, gran d'Espanya.

## Biografia
Va néixer el 21 de juliol de 1871 al concejo de Mieres.
Adscrit a les files liberals, va ser elegit diputat a Corts a les eleccions de 1910 pel districte electoral de Pravia, amb 3730 vots; va ser baixa com a diputat el 1914. Va morir el 4 de desembre de 1939 a Madrid.
Casat amb Consuelo Alcalá-Galiano i Osma, el 1906 se li va atorgar el títol de marquès de Quirós.